# Krystyna Łyczkowska
Krystyna Emilia Łyczkowska (ur. 23 stycznia 1933 w Kaliszu, zm. 29 stycznia 2018 w Warszawie) – prof. dr hab. asyrologii Wydziału Orientalistycznego Uniwersytetu Warszawskiego. Autorka tłumaczeń tekstów sumeryjskich i akadyjskich.

## Życiorys
Córka Rejncholda i Wacławy. Była absolwentką Wydziału Filologicznego Uniwersytetu Warszawskiego. Od 1956 pracowała jako zastępczyni asystenta, a po ukończeniu studiów w 1957 była asystentką w Katedrze Filologii Wschodu Starożytnego. W 1967 obroniła pracę doktorską Protokoły sądowe z miasta Kaneš napisaną pod kierunkiem Rudolfa Ranoszka i została zatrudniona jako adiunktka. W 1978 otrzymała stopień doktor habilitowanej na podstawie pracy Pozycja kobiety w okresie staroakadyjskim na podstawie dokumentów z Kaneš w Azji Mniejszej i w 1979 została zatrudniona na stanowisku docentki. W latach 1981–1984 była prodziekanką Wydziału Neofilologii UW. W 1990 otrzymała tytuł profesor nadzwyczajnej, w 1996 profesor zwyczajnej. Przeszła na emeryturę w 2004. W swoich pracach zajmowała się pozycją kobiety i rodziny w społeczeństwie mezopotamskim, tłumaczyła także teksty literatury akadyjskiej. W 2000 zainicjowała serię wydawniczą Antologia Literatury Mezopotamskiej. Pochowana na cmentarzu ewangelicko-augsburskim w Warszawie (aleja 62, grób 136).

## Publikacje
- Babilońskie zaklęcia magiczne. Warszawa: Dialog: 1995. (pol.). Brak numerów stron w książce
- Gramatyka języka akadyjskiego:(skrypt dla studentów I i II roku filologii orientalnej). Warszawa: Wydawnictwo UW: 1975. (pol.). Brak numerów stron w książce
- Krystyna Łyczkowska, Krystyna Szarzyńska: Mitologia Mezopotamii. Warszawa: Wydawnictwa Artystyczne i Filmowe: 1981. (pol.). Brak numerów stron w książce – z Krystyną Szarzyńską
- Babilońska literatura mądrości. Warszawa: Dialog: 1998. (pol.). Brak numerów stron w książce
- Epos o Gilgameszu. Warszawa: Agade: 2002. (pol.). Brak numerów stron w książce
- Pozycja społeczna kobiety w okresie staroasyryjskim na podstawie dokumentów z Kanesz w Azji Mniejszej. Uniwersytet Warszawski. Wydział Neofilologii, Warszawa: Wydawnictwa UW: 1979. (pol.). Brak numerów stron w książce